# Bocelli (Album)
Bocelli ist das zweite Studioalbum des italienischen Sängers Andrea Bocelli. Es wurde am 24. Februar 1995 veröffentlicht und schaffte es schon nach kurzer Zeit, in vielen europäischen Charts die oberen Plätze oder sogar die Bestplatzierung zu erreichen.

## Veröffentlichung
Aufgrund der noch geringeren Bekanntheit Bocellis auf internationaler Ebene wurde das Album nur limitiert herausgebracht, erst 1997, nachdem Bocelli mit anderen Alben, vor allem Romanza bekannt wurde, veröffentlicht man das Album erneut, diesmal unter dem Label Universal.
Das Album enthält zwei Lieder, mit denen Bocelli im frühen Stadium seiner Karriere Erfolg verbuchen konnte: Con te partirò und Time to Say Goodbye, das er zusammen mit Sarah Brightman sang. Für dieses Duett wurde er 1997 mit Brightman zusammen in Deutschland ausgezeichnet, es erfolgte durch die Erfolge seiner Zweitveröffentlichung des Albums.

## Inhalt

### Lieder
Das Album, das insgesamt elf Titel enthält, ist überwiegend mit italienischen Liedern bestückt. Dazu zählt das Anti-Kriegslied Macchine da guerra. Besondere Erfolge konnten neben Con te partirò auch Romanza und Vivo per lei verzeichnen; letzteres als Duett mit der italienischen Sängerin Giorgia. Beide traten 1994 beim Sanremo-Festival auf. Den letzten Titel des Albums, der ebenfalls Vivo per lei lautete, sang Bocelli mit Judy Weiss. Diese Interpretation ist in Deutschland am bekanntesten, vermutlich, weil Weiss auf Deutsch sang.
Obwohl die Rhein-Zeitung Bocelli attestierte, er sei einer der erfolgreichsten und talentiertesten Tenöre seiner Zeit, enthält dieses Album keine Opernarien. Solche Alben erschienen erst später in Bocellis Karriere, wie beispielsweise das Album Viaggio Italiano, das populäre Opernstücke enthält. Einzig die Stücke Con te partirò und Time to Say Goodbye sind klassischer gestaltet, was auch die Besetzung durch Brightman, einer Sopranistin, erklärt.
Der Produzent des Albums, Mauro Malavasi, schrieb mit Romanza auch ein Stück für das Album. Der italienische Liedschreiber Panceri komponierte mehrere Lieder, die auf dem Album enthaltenen Versionen von Vivo per lei in Kooperation mit anderen Liedschreibern und den Popsong Sempre sempre mit Felisatti. Auch Bocelli ließ eine eigene Komposition ins Album einfließen, sie erschien unter dem Titel Voglio restare così.

### Besetzung
Andrea Bocelli wurde auf dem Album von mehreren Musikern unterstützt, besonders aktiv waren Mauro Malavasi und Joe Amoroso, die unter anderem Klavier und Schlagzeug spielten. Es wirkten auch zahlreiche Violinisten wie Sara Sternieri und Laura Sarti mit.

## Titelliste
1. Con te partirò (Francesco Sartori / Lucio Quarantotto) – 4:11
2. Per amore (M. Nava) – 4:44
3. Macchine da guerra (A. Smith) – 4:11
4. E chiove (J. Amoruso, S. Cirillo / S. Cirillo) – 4:25
5. Romanza (Mauro Malavasi) – 3:45
6. The Power of Love (Candy DeRouge, Gunther Mende, Jennifer Rush, Mary Susan Applegate) – 5:05 (Originalinterpret: Jennifer Rush)
7. Vivo per lei – Ich lebe für sie (V. Zelli, M. Mengali, G. Panceri) – 4:24 (mit Judy Weiss)
8. Le tue parole (J. Amoruso, S. Cirillo / S. Cirillo) – 3:59
9. Sempre sempre (P. Felisatti, G. Panceri) – 4:21
10. Voglio restare così (Andrea Bocelli) – 3:53
11. Time to Say Goodbye (Con te partirò) (Francesco Sartori / Lucio Quarantotto, Frank Peterson) – 4:04 (mit Sarah Brightman)

## Kommerzieller Erfolg

### Chartplatzierungen
Auch in anderen Ländern konnte Bocelli durch die hohe Platzierung seines Albums mehrere Auszeichnungen erhalten, wie etwa den Status Multiplatin in den Niederlanden und Deutschland, aber auch in seinem Heimatland Italien erreichte Bocelli zweimal den Status Platin. Auch in Belgien setzte sich Bocellis Album durch, im wallonischen Teil des Landes hielt es sich für 57 Wochen in den Charts, im flämischen Teil 66. In beiden Teilen des Landes erreichte das Album den ersten Platz der nationalen Charts.
| ChartsChartplatzierungen | Höchstplatzierung | Wochen |
| ------------------------ | ----------------- | ------ |
| Deutschland (GfK)        | 1 (98 Wo.)        | 98     |
| Österreich (Ö3)          | 3 (38 Wo.)        | 38     |
| Schweiz (IFPI)           | 1 (43 Wo.)        | 43     |

| ChartsJahrescharts (1996) | Platzierung |
| ------------------------- | ----------- |
| Deutschland (GfK)         | 82          |

| ChartsJahrescharts (1997) | Platzierung |
| ------------------------- | ----------- |
| Deutschland (GfK)         | 1           |
| Österreich (Ö3)           | 10          |
| Schweiz (IFPI)            | 2           |

| ChartsJahrescharts (1998) | Platzierung |
| ------------------------- | ----------- |
| Deutschland (GfK)         | 97          |

### Auszeichnungen für Musikverkäufe
| Land/Region        | Auszeichnungen für Musikverkäufe (Land/Region, Auszeichnung, Verkäufe) | Verkäufe    |
| ------------------ | ---------------------------------------------------------------------- | ----------- |
| Belgien (BRMA)     | 6× Platin                                                              | (300.000)   |
| Deutschland (BVMI) | 4× Platin                                                              | (2.000.000) |
| Europa (IFPI)      | 3× Platin                                                              | 3.000.000   |
| Niederlande (NVPI) | 2× Platin                                                              | (200.000)   |
| Norwegen (IFPI)    | Gold                                                                   | (15.000)    |
| Österreich (IFPI)  | Platin                                                                 | (20.000)    |
| Schweiz (IFPI)     | 4× Platin                                                              | (200.000)   |
| Insgesamt          | 1× Gold · 20× Platin ·                                                 | 3.000.000   |

Hauptartikel: Andrea Bocelli/Auszeichnungen für Musikverkäufe